# Élections générales britanniques de 1754
Les élections générales britanniques de 1754 se sont déroulées en Grande-Bretagne du 18 avril au 20 mai 1754. Ces élections sont remportées par le parti whig.
Les élections générales dans la circonscription de l'Oxfordshire sont restées comme l'une des plus célèbres du XVIIIe siècle. L'artiste William Hogarth, contemporain de ces élections, en a fait une série satirique de tableaux et gravures appelée Humours of an Election (1755).